# Sluitcel

Open en gesloten huidmondje.

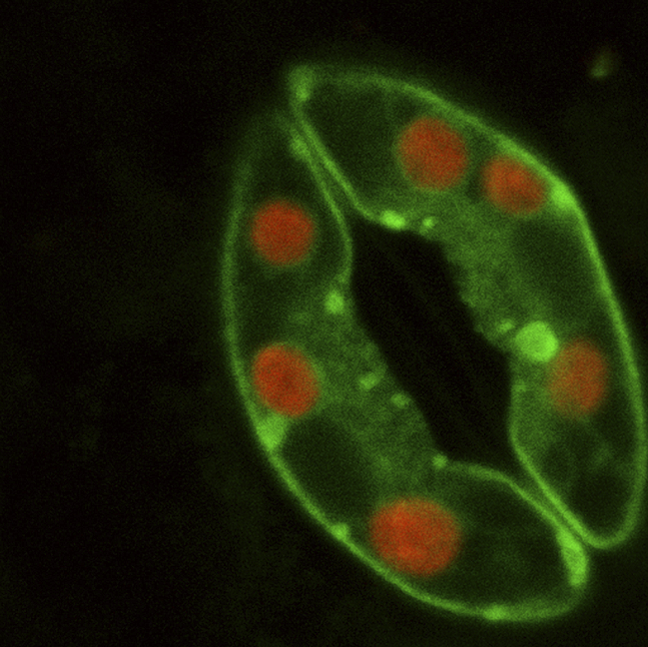
Confocale laserfluorescentiemicroscopische-afbeelding van sluitcellen in zandraket met het cytoplasma gemarkeerd door het groen fluorescent proteïne en chloroplasten die rood lijken door autofluorescentie.

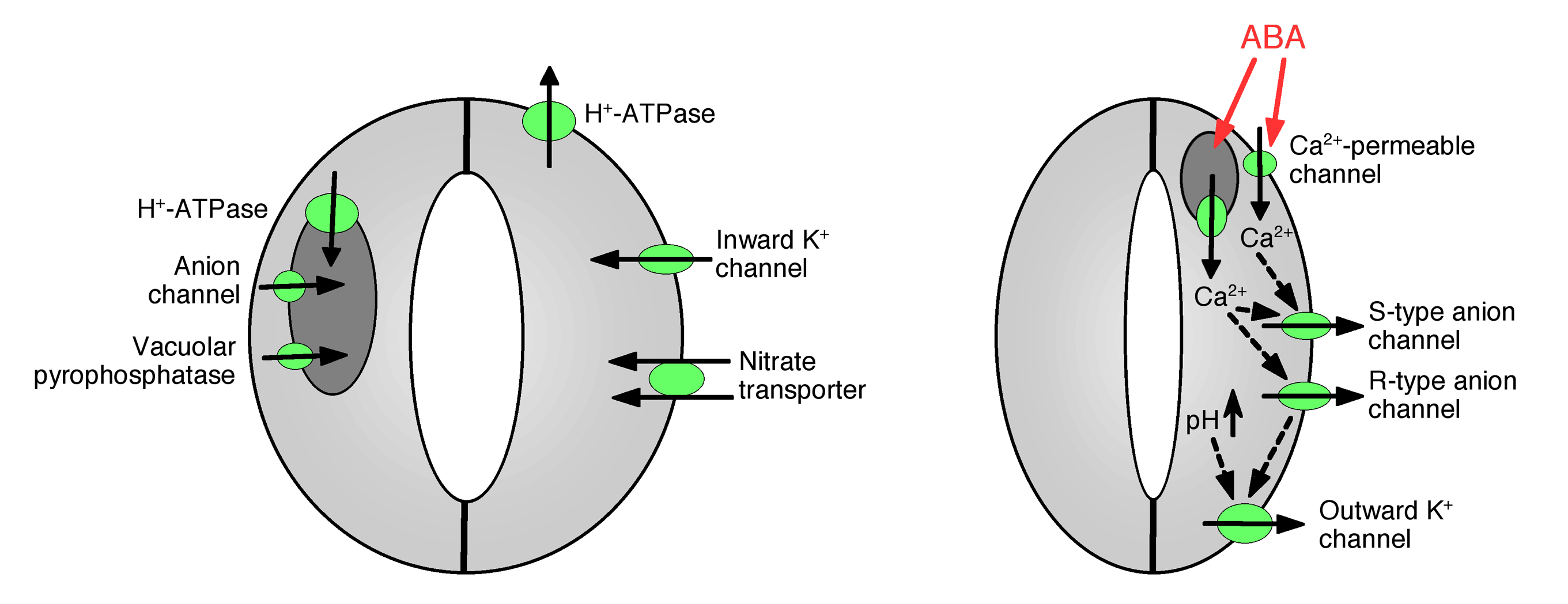
Ionkanalen en ionpompen regelen het openen en sluiten van de huidmondjes. channel=kanaal.

Sluitcellen zijn gespecialiseerde plantencellen, die aan beide uiteinden aan elkaar zitten. Ze zitten aan weerszijden van de opening van een huidmondje. In de sluitcellen komen chloroplasten voor. De twee sluitcellen bepalen nauwkeurig de wijdte van de opening van het huidmondje. Huidmondjes zitten in de epidermis van bladeren, stengels en andere organen en controleren de gasuitwisseling. De huidmondjesporiën zijn het grootst wanneer water en licht vrij beschikbaar zijn en de sluitcellen opgezwollen zijn. Ze sluiten in het donker of wanneer de verdamping groter is dan de wateropname door het turgordrukverlies van de sluitcellen. Een toename van de turgordruk door wateropname in de cel leidt tot vervorming door de bijzondere celvorm en de ongelijkmatig verdikte celwanden. In het centrale contactgebied gaan de cellen vervolgens uit elkaar en het huidmondje gaat open.
Fotosynthese is afhankelijk van de diffusie van koolstofdioxide (CO2) uit de lucht via de huidmondjes naar de mesofylweefsels. Ook zuurstof (O2), geproduceerd als bijproduct van fotosynthese, verlaat de plant via de huidmondjes. Als de huidmondjes open staan, gaat er water verloren door verdamping en moet dit via de transpiratiestroom worden aangevuld met water dat door de wortels wordt opgenomen. Planten moeten de hoeveelheid CO2 die uit de lucht wordt geabsorbeerd in evenwicht brengen met het waterverlies via de huidmondjesporiën.

## Werking sluitcellen
Een sluitcel heeft een relatief dikke en dunnere cuticula. Als water de cel binnenkomt, puilt de dunne kant als een ballon naar buiten uit en trekt de dikke kant mee, waardoor een halve maan ontstaat; de twee gecombineerde halve manen vormen de opening van de porie.
Sluitcellen bevatten fototropine, dit zijn serine- en threoninekinasen met blauwlicht-fotoreceptoractiviteit. Fototropine bestaat uit twee domeinen: LOV1 en LOV2 (Light-Oxygen-Voltage domein) die elk een dimeer vormen. Deze domeinen bevatten flavine-chromoforen die het blauwe licht absorberen en zijn verbonden met een Serine/Threonine kinase die, na activering van LOV2, eerst zelf gefosforileerd wordt en vervolgens het signaal aan de cel doorgeeft.. De fototropines veroorzaken veel reacties, zoals fototropie, beweging van de chloroplasten en bladontplooiing, evenals het openen van de huidmondjes. Vóór ongeveer 1998 was er niet veel bekend over hoe deze fotoreceptoren werkten. Het mechanisme waarmee fototropines werken, werd opgehelderd door experimenten met tuinbonen (Vicia faba). Immunodetectie en far-western blotting toonden aan dat blauw licht fototropine 1 en fototropine 2 exciteert, waardoor proteïnefosfatase 1 een fosforylatiecascade begint, die H+-ATPase activeert, een pomp die verantwoordelijk is voor het pompen van H+-ionen uit de cel. The phosphorylated H+-ATPase allows the binding of a 14-3-3 protein to an autoinhibitory domain of the H+-ATPase at the C terminus.  Het gefosforyleerde H+-ATPase maakt de binding van een 14-3-3-eiwit aan een auto-remmend domein van het H+-ATPase aan de C-terminus mogelijk. Serine en threonine worden vervolgens in het eiwit gefosforyleerd, wat H+-ATPase-activiteit induceert. Uit hetzelfde experiment bleek ook dat bij fosforylering een 14-3-3-eiwit aan de fototropinen werd gebonden voordat het H+-ATPase was gefosforyleerd. In een soortgelijk experiment concludeerden ze dat de binding van 14-3-3-eiwit aan de fosforyleringsplaats essentieel is voor de activering van fosforylering-ATPase-activiteit in het plasmamembraan. Dit werd gedaan door fosfopeptiden zoals P-950, dat de binding van 14-3-3-eiwit remt, aan gefosforyleerd H+-ATPase toe te voegen en de aminozuursequentie te observeren. Terwijl protonen worden weggepompt, werd er een negatieve elektrische potentiaal gevormd over het plasmamembraan. Deze hyperpolarisatie van het membraan maakte de accumulatie van geladen kalium (K+)-ionen en chloride-ionen (Cl−) mogelijk, wat op zijn beurt de concentratie opgeloste stoffen verhoogt, waardoor het waterpotentiaal afneemt. De negatieve waterpotentiaal zorgt ervoor dat osmose optreedt in de sluitcel, zodat er water opgenomen wordt, waardoor de cel opzwelt.
Het plantenhormoon ABA zorgt ervoor dat de huidmondjes zich sluiten als reactie op droogte, waardoor het waterverlies van planten via transpiratie naar de atmosfeer wordt verminderd en planten waterverlies tijdens droogtes kunnen vermijden of vertragen. De toename van ABA veroorzaakt een toename van de calciumionconcentratie. Ca2+-ionen zijn betrokken bij de activering van anionkanalen, waardoor anionen in de sluitcel kunnen stromen. Ze zijn ook betrokken bij het voorkomen dat proton-ATPase het membraan corrigeert en voorkomt dat het wordt gedepolariseerd.

## Bladbemesting
Bij bladbemesting worden opgeloste voedingsstoffen op het blad van de planten aangebracht. Bladbemesting kan via de huidmondjes, de bladharen, door de cuticula of door opname en afgifte van de plantcellen (endocytose). Verbindingen met een laag molecuulgewicht, zoals suiker, mineralen en water, kunnen via hydrofiele poriën passeren. Deze poriën hebben een diameter van één nanometer, waardoor ureum (heeft een diameter van 0,44 nanometer) gemakkelijk doorheen gaat. De poriën zijn negatief geladen, waardoor kationen gemakkelijker kunnen passeren dan anionen. Hierdoor zal ammonium sneller worden opgenomen dan nitraat. Poriën komen vooral veel voor in de celwand van de sluitcellen, wat de vaak waargenomen positieve correlatie verklaart tussen het aantal huidmondjes en de opname van voedingsstoffen uit vloeibare toegediende meststoffen.